# Đồn điền Plimoth

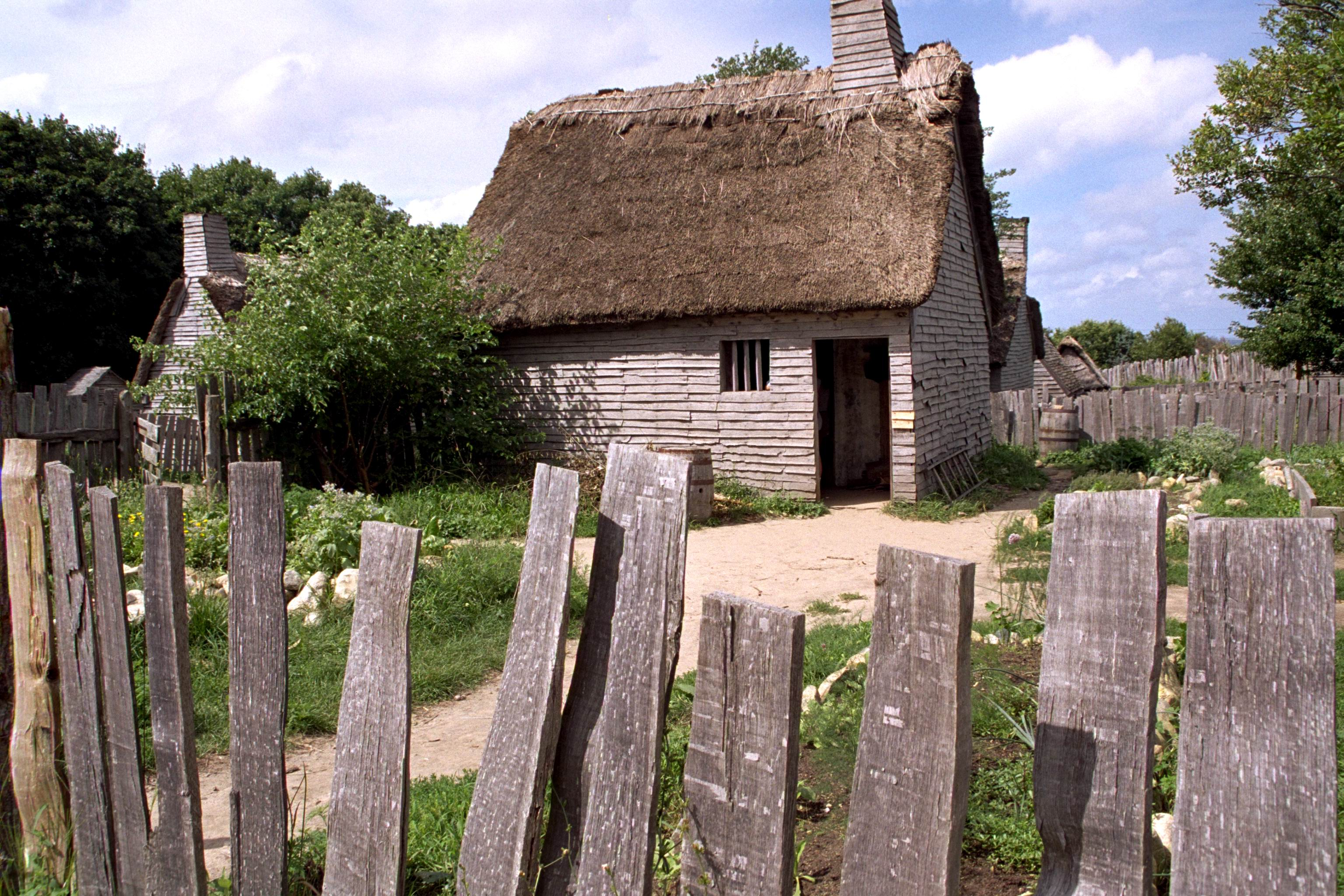
Đồn điền Plimoth

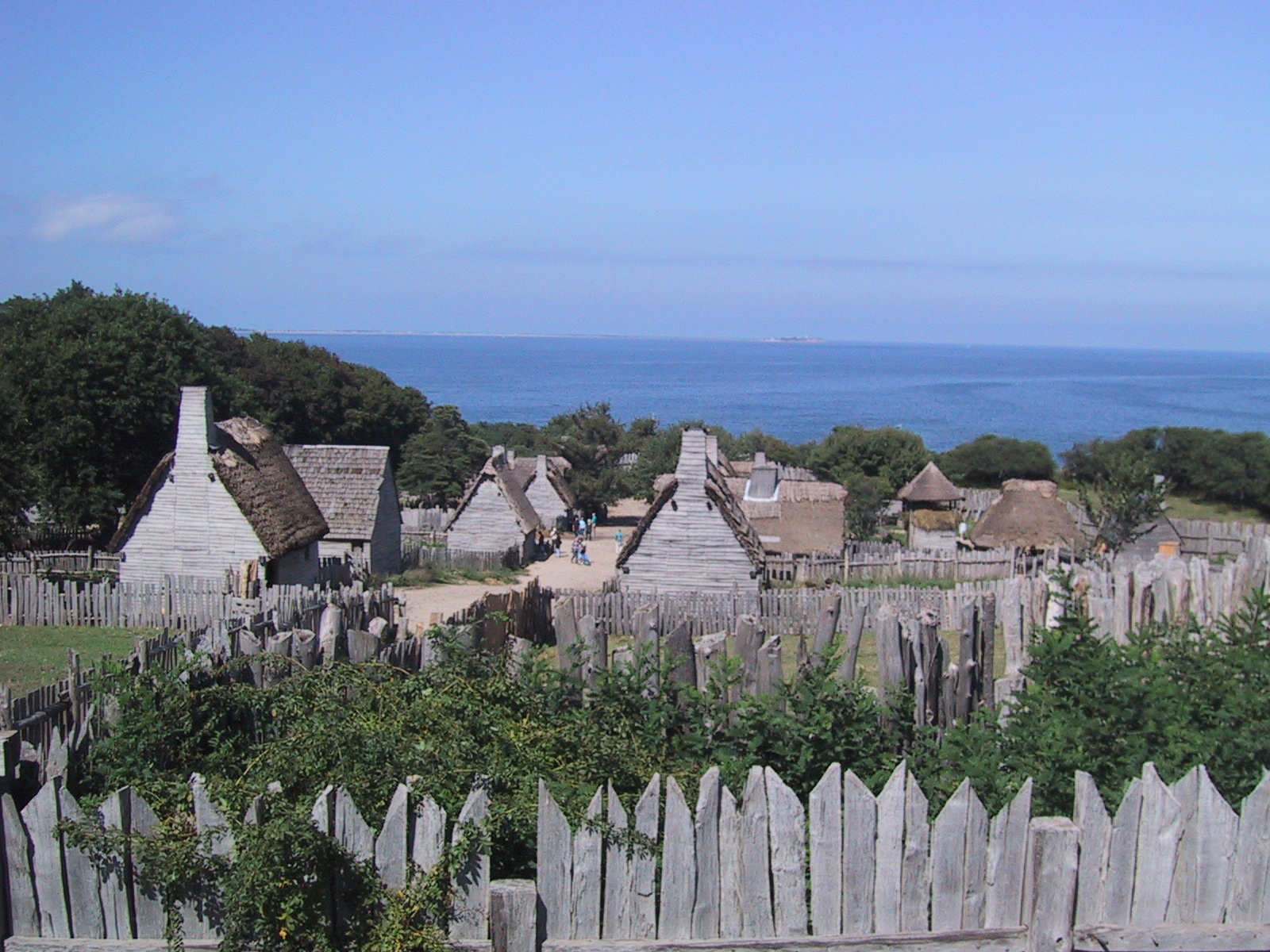
Đồn điền Plimoth

Đồn điền Plimoth là một bảo tàng sống ở Plymouth, tiểu bang Massachusetts, Hoa Kỳ là một trong số ít điểm đến trên thế giới mang lại cảm giác chân thực về cuộc sống tại thuộc địa Plymouth thành lập vào thế kỷ 17 bởi những người thực dân Anh, một số người trong số đó được gọi với cái tên "Các Cha hành hương Pilgrim". Họ nằm trong số những người đầu tiên di cư đến Mỹ để tránh cuộc đàn áp và tách tôn giáo từ Giáo hội Anh. Đó là một bảo tàng sống phi lợi nhuận được duy trì và hỗ trợ bởi các khoản đóng góp, tài trợ và có sự tham gia góp sức của các tình nguyện viên.
Việc tái sáng tạo và khắc họa những bức tranh chân thực cùng các hiện vật là những ngôi nhà gỗ, những kho chứa, vật dụng trong nhà và dụng cụ sản xuất thô sơ  được nghiên cứu sao chép y như từ thế kỷ 17 cùng các hiện vật được trao tặng, tìm thấy trong các cuộc khai quật khảo cổ học lịch sử trong và ngoài nước.
Tại Plimoth, diễn viên trong bảo tàng Plimoth mặc đúng trang phục của những người thuộc thế kỷ 17 gọi là các thông dịch viên lịch sử, và mỗi người sẽ vào vai một nhân vật có thật trong chuyến di cư năm 1627, họ trả lời câu hỏi, thảo luận về cuộc sống, quan điểm của mình và tham gia vào các công việc như nấu ăn, trồng, rèn, mộc và chăn nuôi một cách vô cùng chân thực.

## Điểm hấp dẫn
Một loạt các ngôi nhà của người Wampanoag được tái tạo giải thích và minh chứng về nguồn gốc và mối quan hệ tương tác với những người định cư. Ngoài ra là một trung tâm hàng thủ công và một rạp chiếu phim nơi mà những video giáo dục được trình chiếu và một trung tâm triển lãm trong nhà.
Con tàu cổ Mayflower II neo đậu gần Plymouth Rock cũng là một hiện vật của bảo tàng. Các thông dịch viên hóa trang vào vai các thủy thủ và sĩ quan tàu những năm 1620. Thi thoảng sẽ có những chuyến đi trên con tàu kéo dài khoảng một tuần với đoàn "thủy thủ" sẽ là những trải nghiệm giống như những người hành hương.

## Hình ảnh

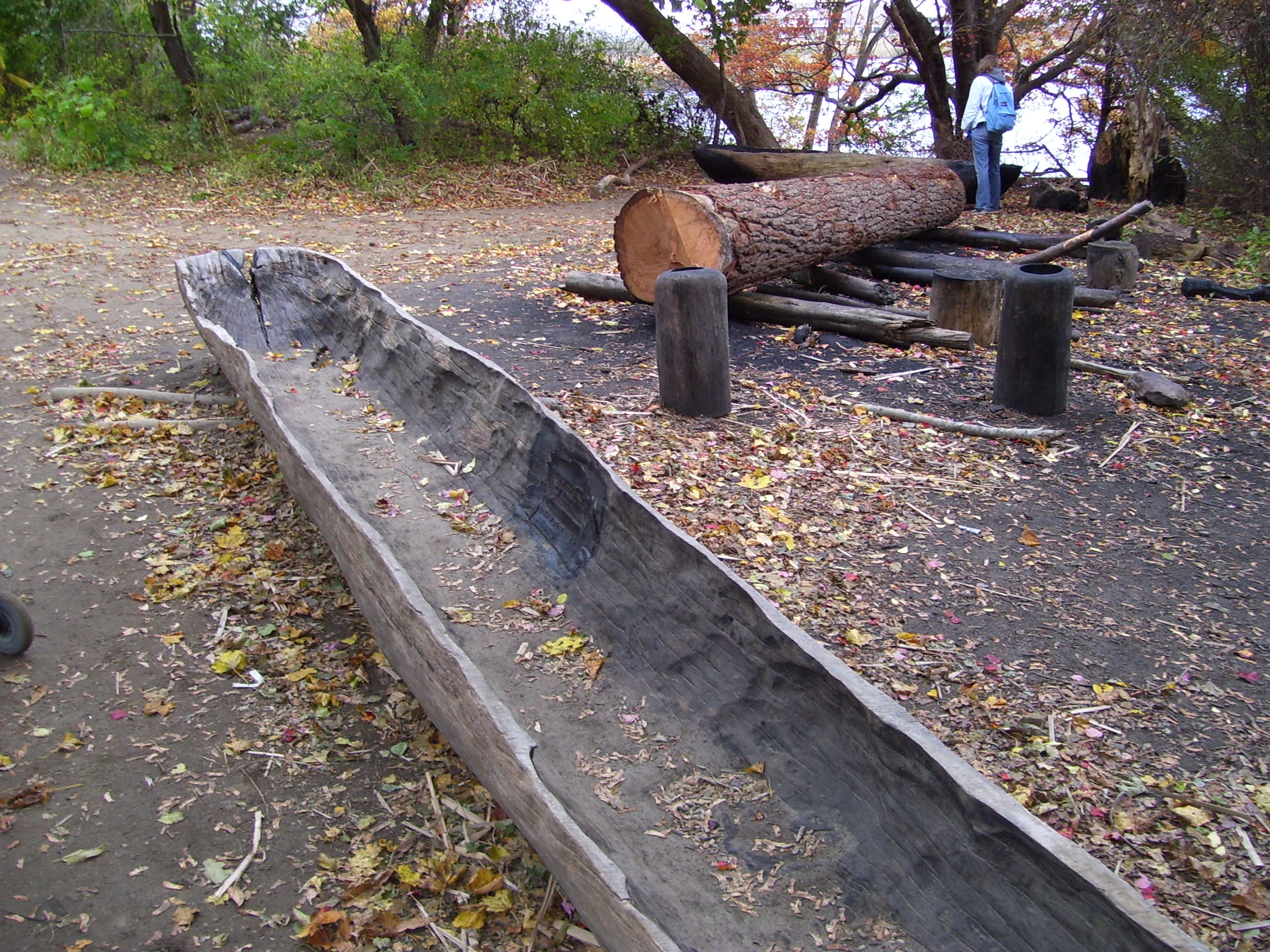
Đóng một con thuyền gỗ
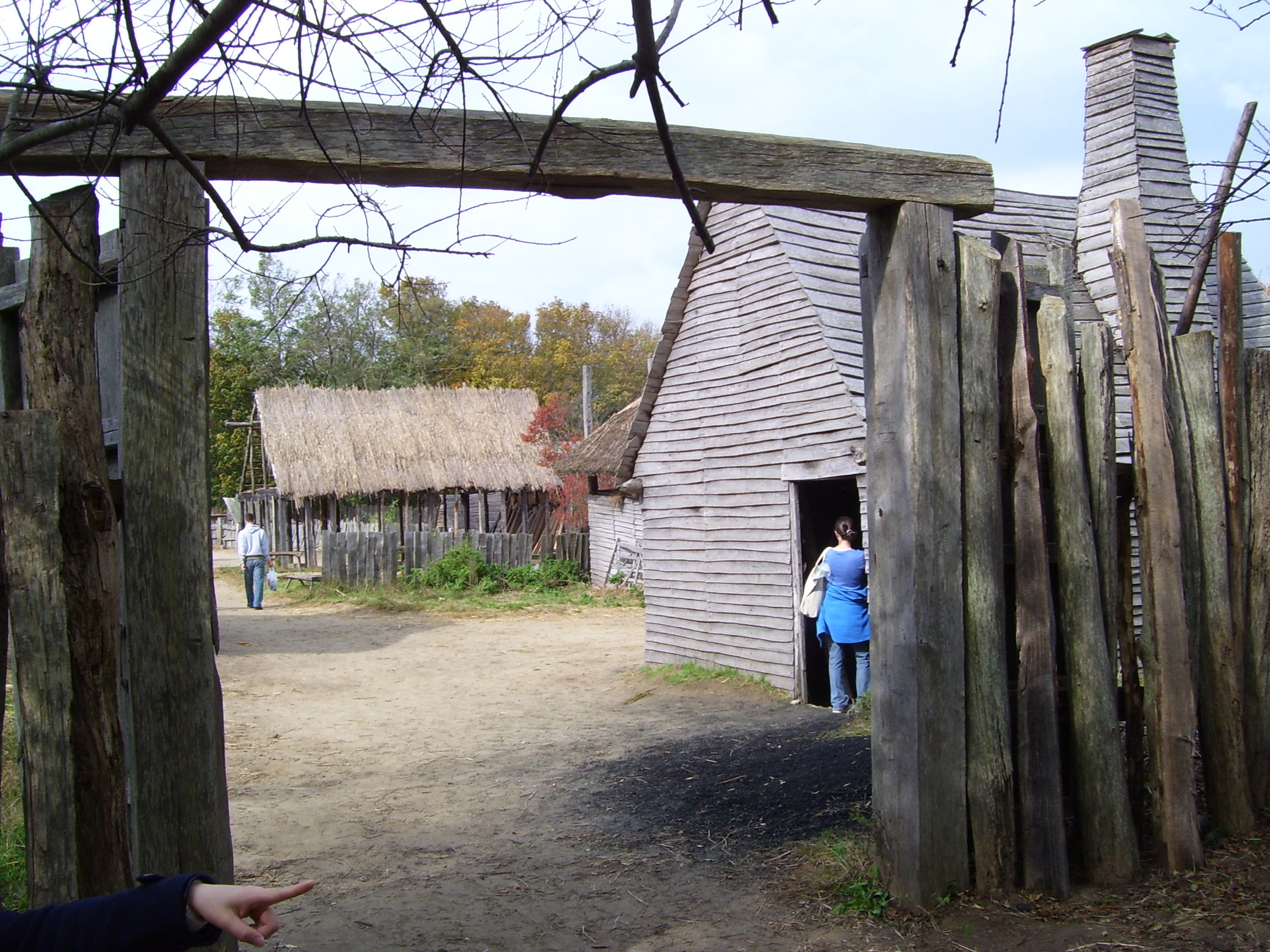
Lối vào và một cửa hàng rèn bên phải
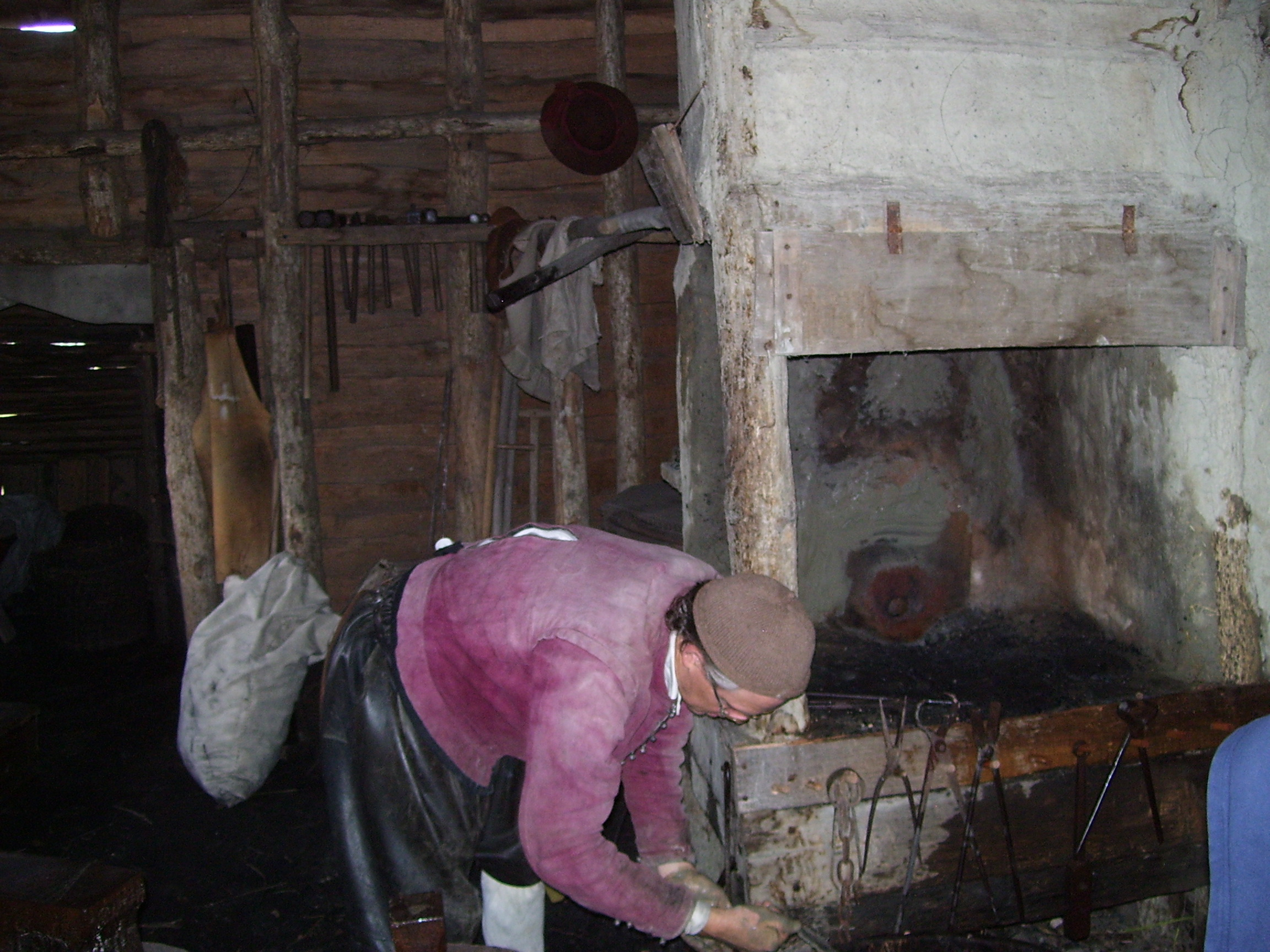
Blacksmith
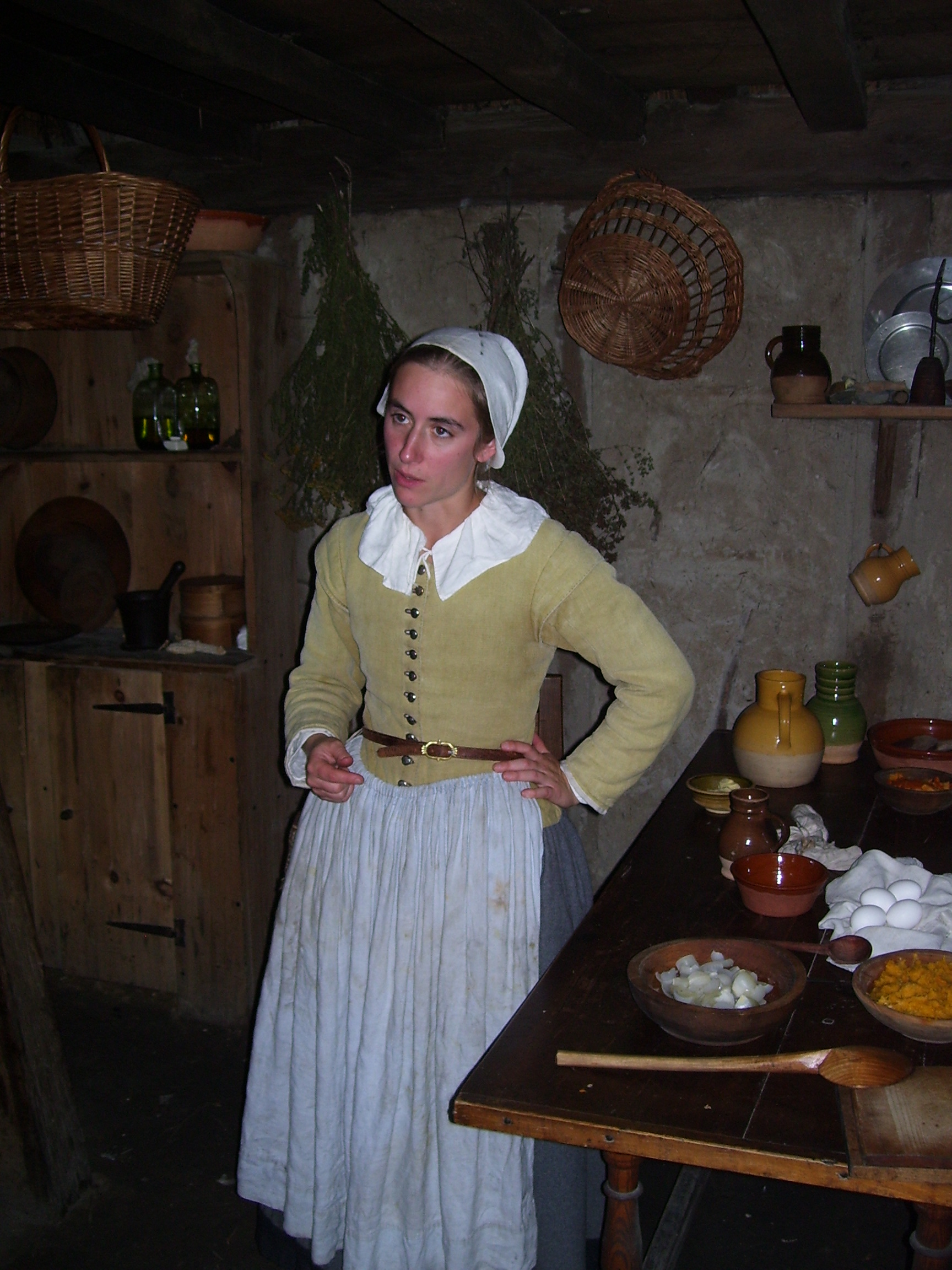
Mary Soule, vợ của George Soule (người ký tên lên Hiệp ước Mayflower)
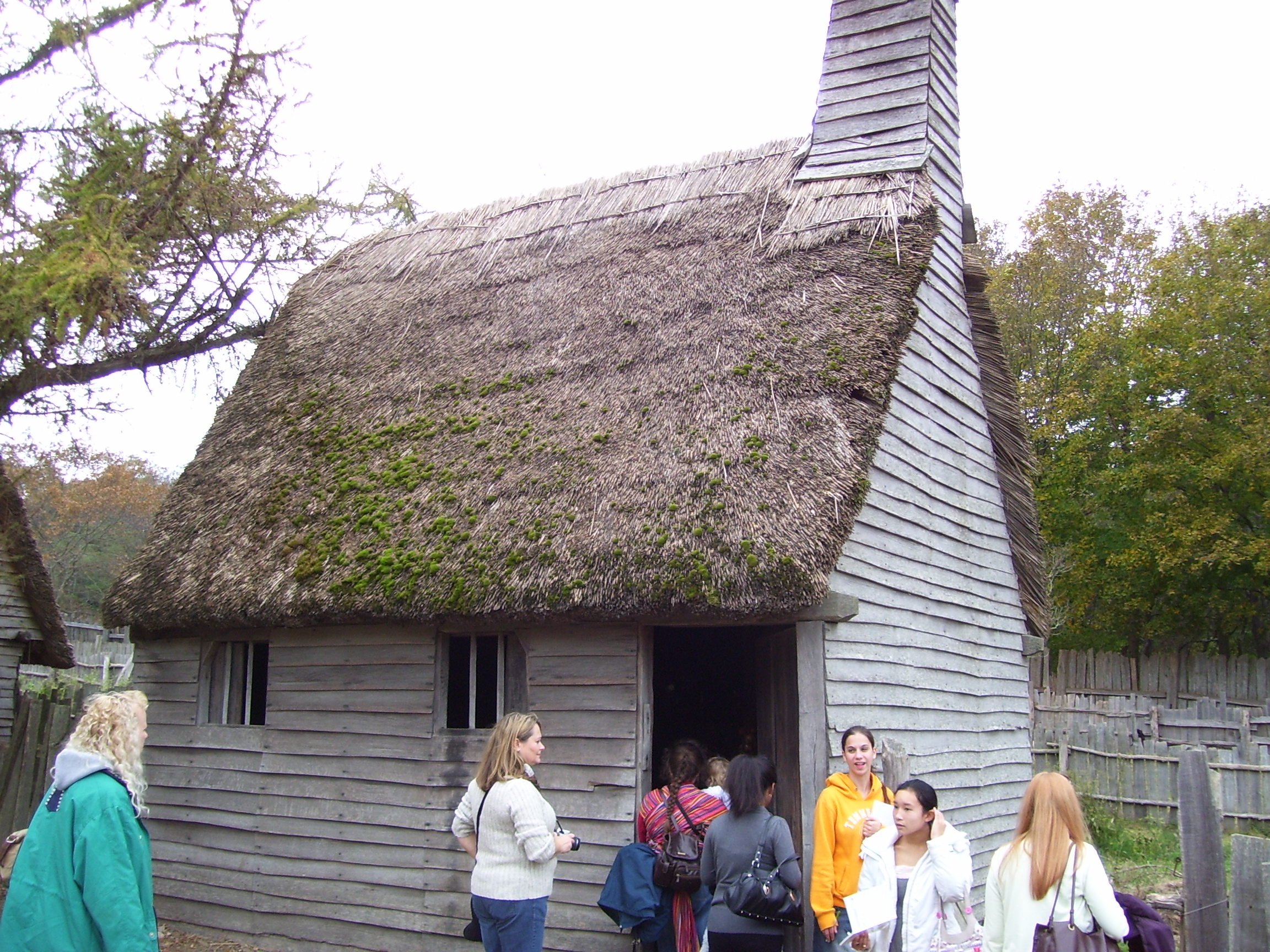
Một ngôi nhà
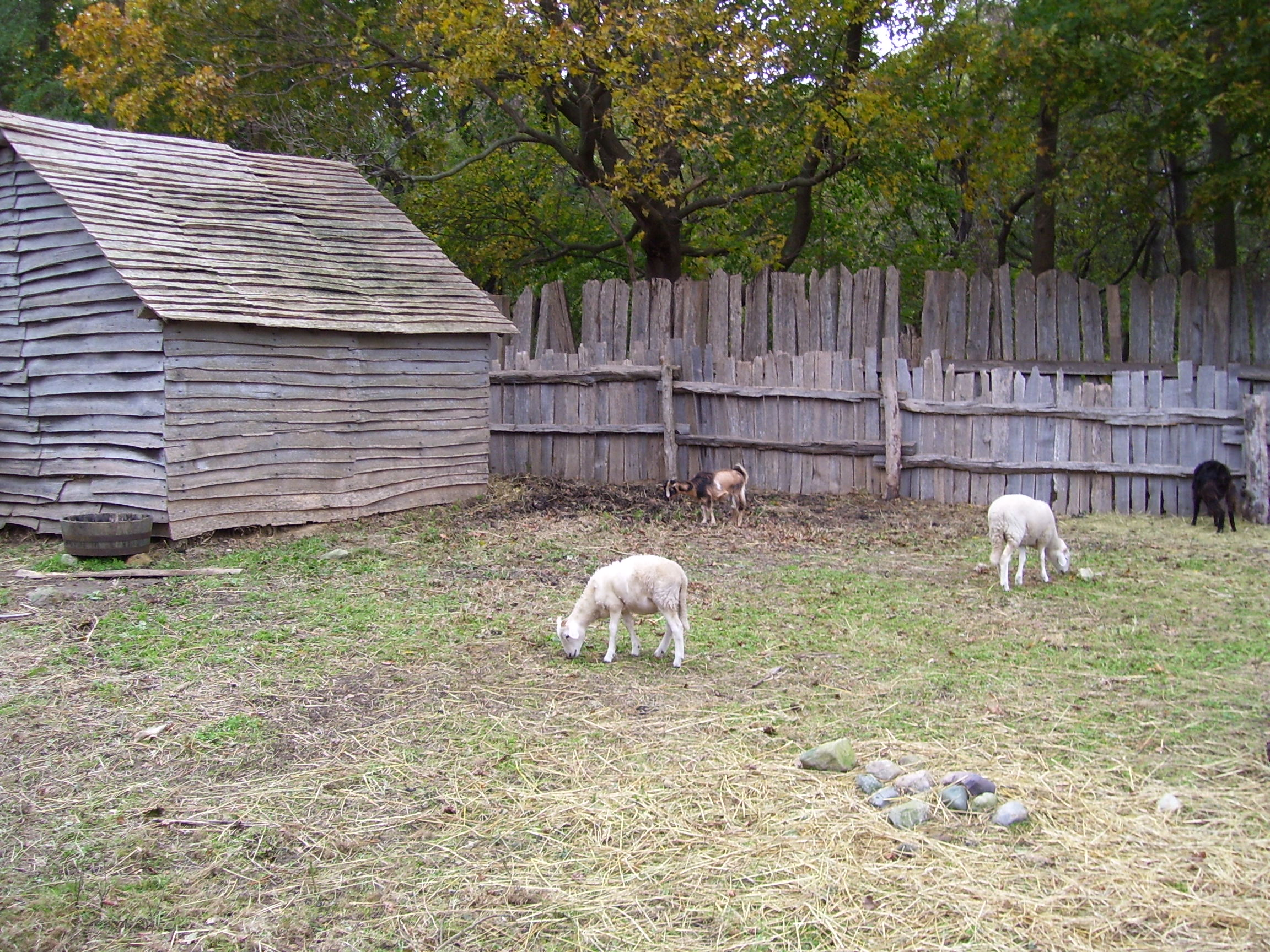
Cảnh chăn nuôi
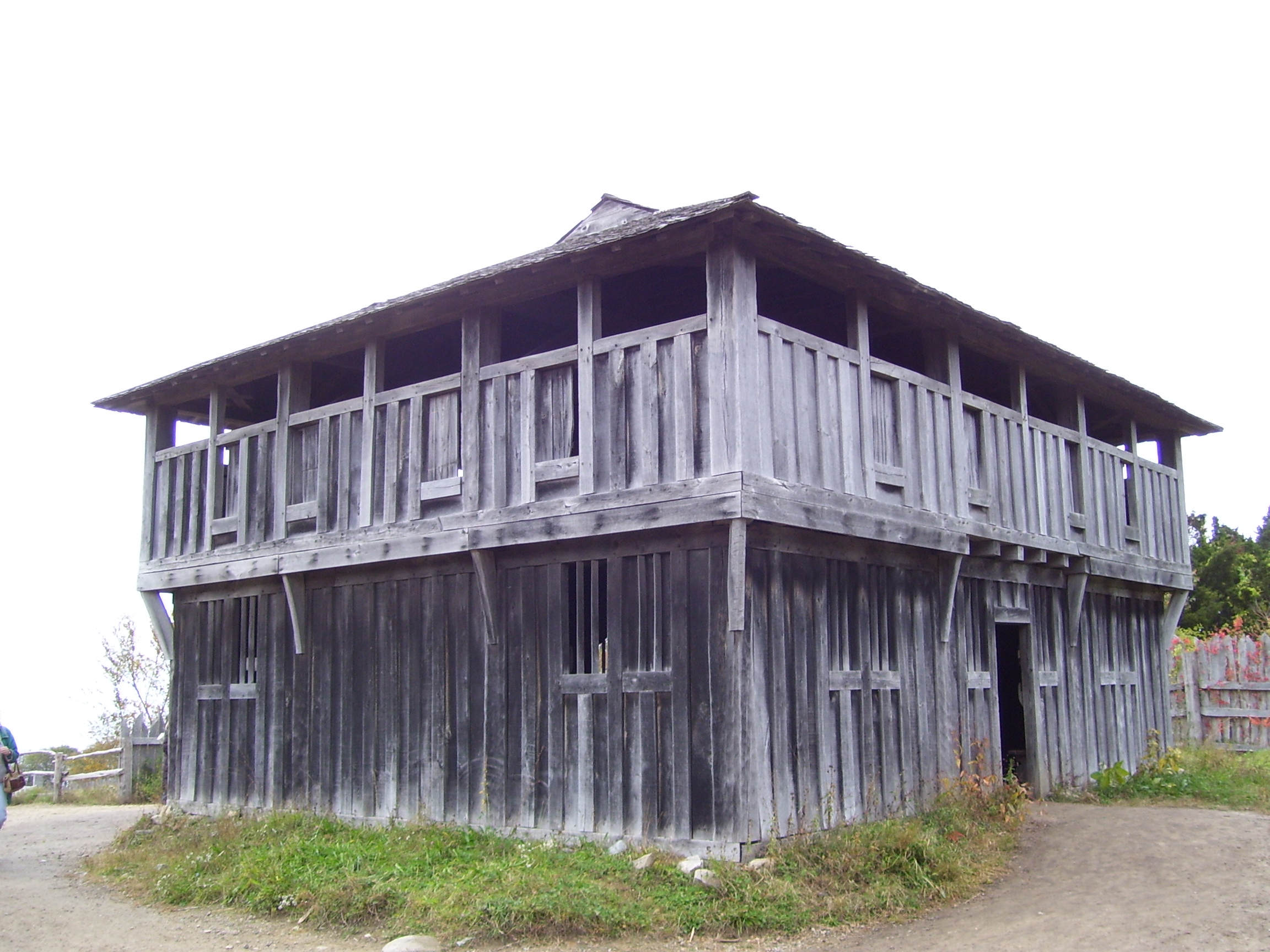
Tái tạo pháo đài phục vụ như Nhà thờ Xứ đạo đầu tiên ở Plymouth và một ngôi nhà họp thuộc địa, trước đây là nghĩa trang Burial Hill
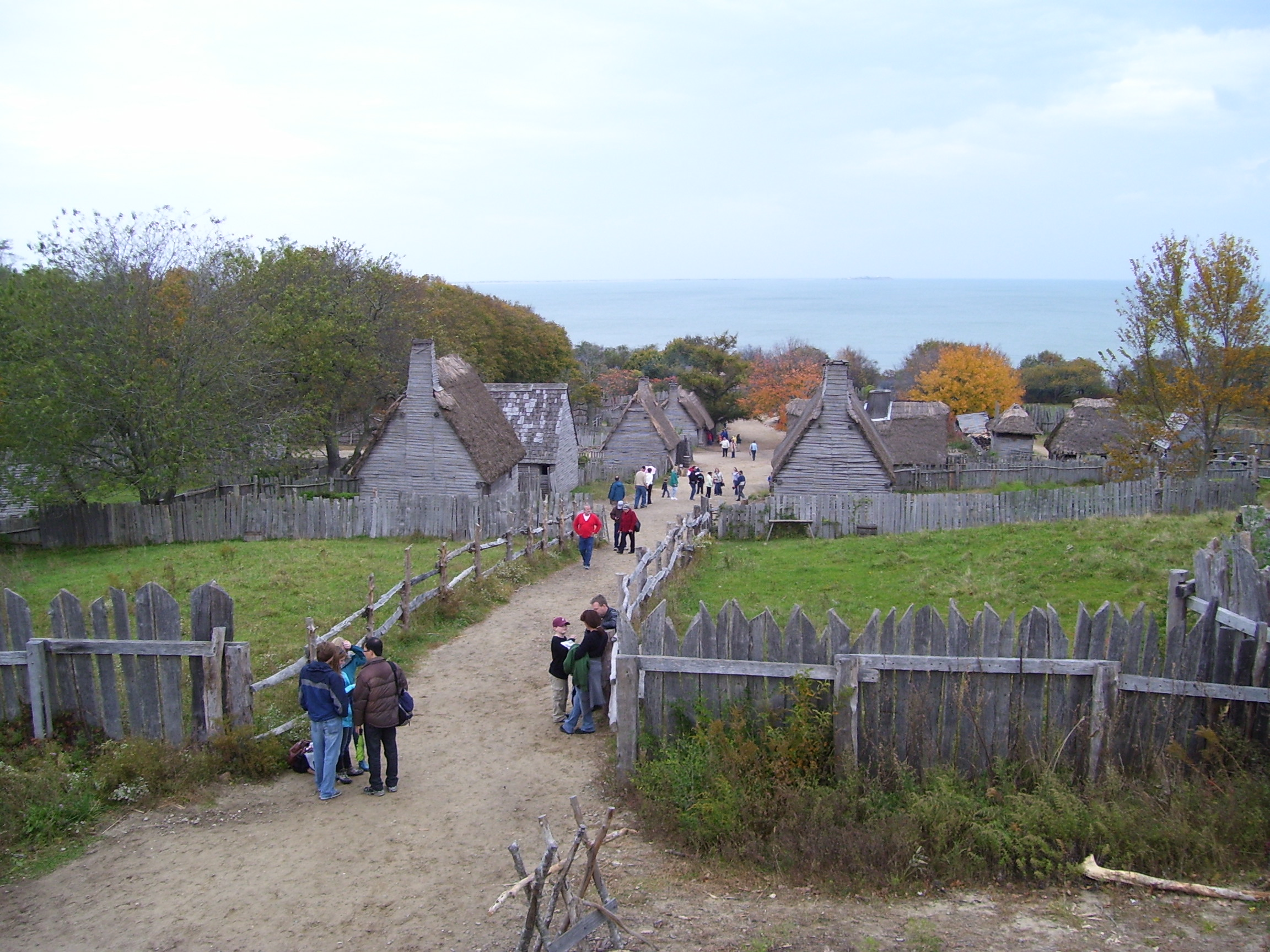
Toàn cảnh pháo đài, nhìn xuống con đường đầu tiên ở Plymouth
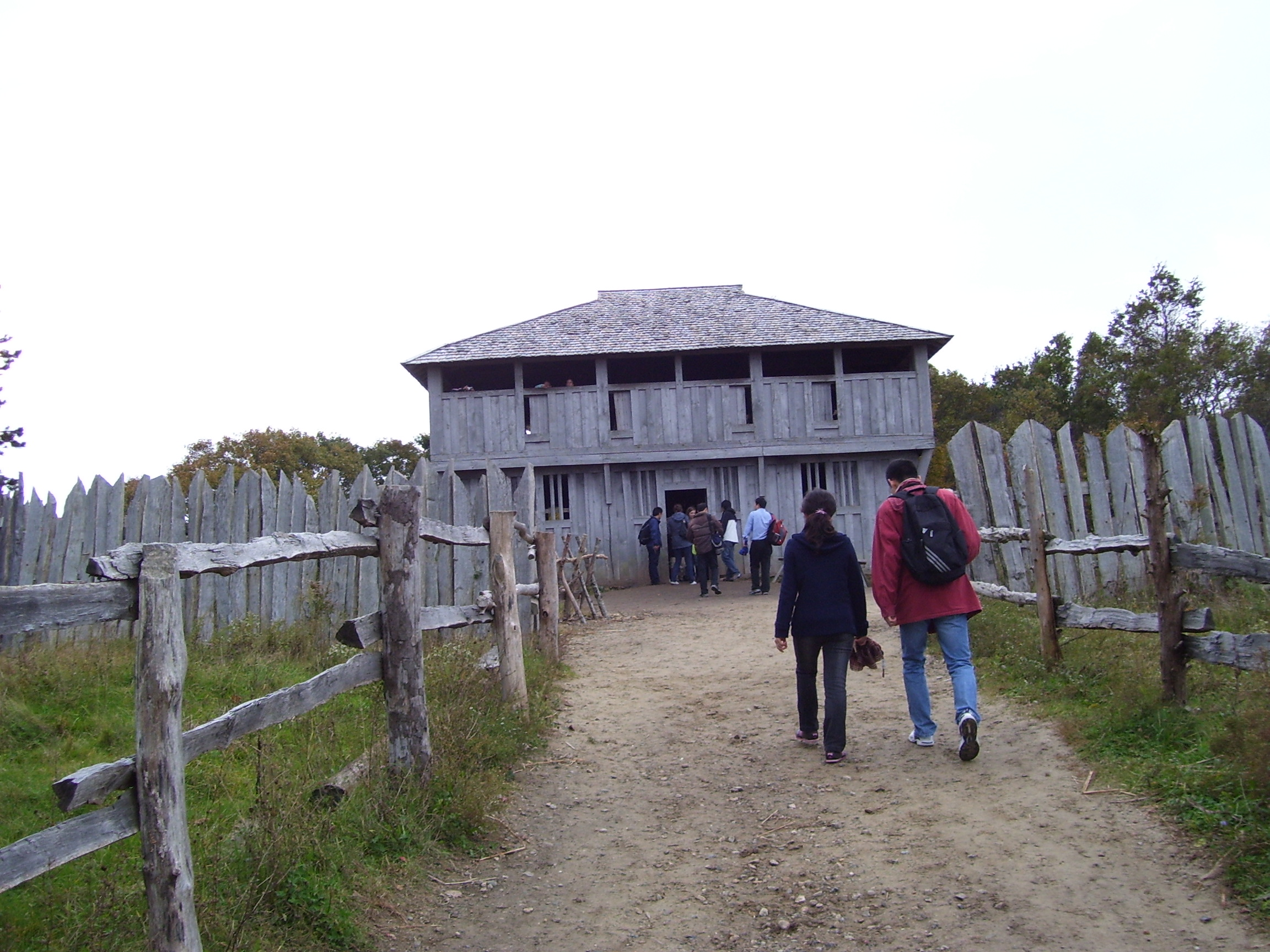